# Табеа Шендекель
Табеа Шендекель (29 листопада 1998 , Люнен, Північний Рейн-Вестфалія ) — німецька веслувальниця, бронзова призерка Олімпійських ігор 2024 року.

## Виступи на Олімпіадах
| Олімпіада  | Дисципліна     | Місце |
| ---------- | -------------- | ----- |
| Париж 2024 | парні четвірки | 3     |

## Зовнішні посилання
- Табеа Шендекель на сайті World Rowing (англійська)